# Volkszeitung (1945–1946)
Die Volkszeitung war das „Organ der KPD für die Provinz Sachsen“ von 1945 bis 1946.

## Geschichte
Am 25. Juli 1945 erschien die erste Ausgabe der Volkszeitung, als erste Tageszeitung in der Provinz Sachsen nach der Übernahme des Gebietes durch die Rote Armee. Sie erschien täglich in Halle, sowie mit Regionalausgaben in Magdeburg und weiteren Städten.
Am 15. April 1946 erschien die letzte Ausgabe. Seit dem 16. April gab es die Freiheit als Organ der SED für die Provinz Sachsen, in der auch die Redaktion der bisherigen SPD-Zeitung Volksblatt beteiligt war. Diese besteht als Mitteldeutsche Zeitung bis in die Gegenwart.